# Páchník hnědý
Páchník hnědý (Osmoderma barnabita, dříve Osmoderma eremita) je brouk z čeledi vrubounovití (Scarabaeidae). Řadí se do rodu Osmoderma, jehož zástupci žijí od severního Španělska po střed evropské části Ruska, z jihu od Itálie až po jižní Švédsko a Norsko. Dříve byl v rámci svého areálu rozdělen na poddruhy. Západním poddruhem byl O. eremita eremita rozšířený až do střední Evropy, na jihovýchodě se forma jmenovala O. eremita lassallei a O. eremita cristinae. V roce 2008 došlo k taxonomické revizi a rod byl vyčleněn na 5 druhů. Název Osmoderma eremita byl použit pro páchníka vyskytujícího se v západní a střední Evropě, od Španělska po Německo, Rakousko, Slovinsko a Itálii, izolované populace jsou i v Norsku, Švédsku a Lotyšsku. Druh vyskytující se v České republice byl pojmenován Osmoderma barnabita. Ten obývá východní část střední Evropy od Německa až do evropské části Ruska, také se vyskytuje na Balkánu a v severním Řecku. Oba výše zmíněné druhy se společně vyskytují v Německu, Rakousku a Slovinsku. Další tři druhy jsou Osmoderma italica (jižní Itálie), Osmoderma cristinae (Sicílie) a Osmoderma lassallei (jižní Balkán). 

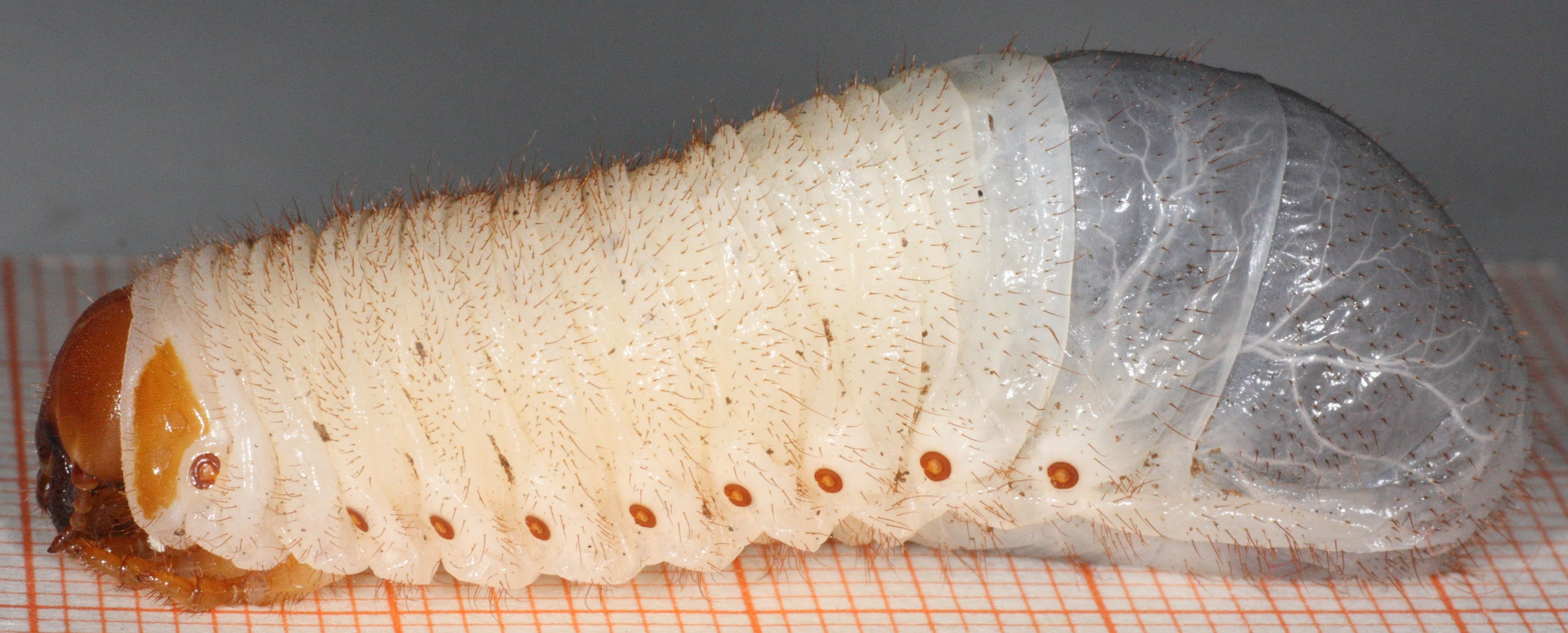
Larva

Brouk dosahuje délky kolem 30 mm. Samice kladou kolem 30 vajíček do dutin starších listnatých stromů (duby, buky, lípy, jilmy a další). Vylíhlé larvy zde prodělávají 3–4letý vývojový cyklus a před zakuklením měří až 10 cm. Dospělý brouk posedává ve slunečných dnech na kmenech stromů a vydává charakteristický zápach (staré kůže), který mu dal české rodové jméno. Jedná se o saproxylofágní druh, což znamená, že se živí odumřelou dřevní hmotou. Vykazuje především soumračnou či večerní aktivitu. Létat dokáže jen na krátké vzdálenosti.
Hlavní hrozbou pro tohoto brouka je nedostatek vhodných biotopů. Populace jsou značně fragmentovány a vytvářejí mikropopulace, které mohou být náchylné k vymírání.